# Thorpe Market
Thorpe Market – wieś w Anglii, w hrabstwie Norfolk, w dystrykcie North Norfolk. Leży 28 km na północ od Norwich i 182 km na północny wschód od Londynu. W 2001 miejscowość liczyła 284 mieszkańców.